# Tolv tavlornas lag
De tolv tavlornas lag (latin Lex duodecim tabularum eller bara duodecim tabulae) är en ursprungligen på tolv tavlor upptecknad lag, som under romerska republikens tid antogs av folket (449 f.Kr.) och väsentligen är att betrakta som en kodifikation av redan förut bestående rätt (till en stor del sedvanerätt).
Lagen var alltså av så gammalt datum som 449 f.Kr. Politiskt sett innebar den ett resultat av plebejernas maktutvidgning i deras strid med patricierna, då plebejerna tidigare ansett att de patriciska ämbetsmännen i brist på skriven lag kunde förfara godtyckligt, vilket ledde till kraven på en skriven lag. Juridiskt sett torde de tolv tavlornas lag väsentligen ha utgjort en sammanfattning av förut gällande sedvanerätt, dock under inflytande av grekisk rätt (särskilt Solons lagar). Många av dess formler är identiska med Gortyns till stor del bevarade rättssatser. I moderniserad gestalt användes de tolv tavlornas lagar i den fornromerska skolundervisningen.
De tolv tavlornas lag omfattade såväl privaträttsliga som process- och straffrättsliga och till och med statsrättsliga regler och betraktades som grundvalen för det romerska rättssystemet - en betydelse, som dock mindre tillkom lagen på grund av dess tämligen primitiva innehåll än till följd av dess historiska ställning och det sätt som den tolkades. Den klara, lapidariska stilen i de tolv tavlornas lag står i kontrast till den omständliga stil som kännetecknar de efterföljande romerska lagarna, vilka för övrigt trots sitt inte ringa antal endast sällan innehöll någon utformad juridisk tanke av mera bestående värde.